# Джалилова, Алла Абдулгаевна
А́лла Абдулга́евна (Га́евна) Джали́лова (8 (21) ноября 1908, Тбилиси — 12 апреля 1992, Москва) — советская артистка и педагог, солистка балета Большого театра (1927—1951), первая дагестанская балерина. Заслуженная артистка Дагестанской АССР (1951 г.).

## Биография
Отец Аллы Джалиловой, Абдулгай Абдулович (Абдулджалилович), был одним из немногих ахтынцев, получивших в дореволюционное время высшее образование. После окончания Ахтынской школы он отправился учиться в Ставропольскую гимназию (знаменитый Пушкинский выпуск). Там он подружился с Софьей Николаевной Заичевской. В 1900 году Абдулгай поступил на юридический факультет Московского университета. В 1903 году Абдулгай отправился работать в армянский город Каре (ныне Турция). Позже он женился на Софье Заичевской, прибывшей в Москву. В 1908 году в Тифлисе появилась на свет их дочь Алла. Имела также брата Баки и сестру Айшу.
Отец Аллы замечательно играл на кларнете, затем пускался в пляску, вовлекая в неё жену и ребёнка. Родители Аллы заметили её тяготение к танцам и сделали все, чтобы развить музыкальный слух и вокальные способности девочки, и научить её плавным движениям горской лезгинки.
После окончания третьего класса родители взяли дочь с собой в Москву. Здесь она впервые получила возможность побывать в Большом театре. В 1920 году Алла Джалилова поступила в Московское хореографическое училище. Затем её приняли в балетную школу Большого театра, в которой она сосредоточила свои усилия на национальных («характерных») танцах. Первые уроки она получила от Александра Горского и Ольги Некрасовой. Затем Алла попала в класс Василия Тихомирова, благодаря требовательности и заботе которого оттачивалось и совершенствовалось мастерство юной балерины.
Работала в Большом театре. С 1933 года совмещала работу артистки балета с педагогической деятельностью. Более 20 лет преподавала в школе балета Большого театра СССР.
Была замужем за ученым секретарем президиума Академии наук СССР, руководителем лаборатории термогидродинамики в Энергетическом институте, доктором технических наук, профессором Сергеем Ивановичем Костериным. При участии «кавказского зятя», как его называли в шутку, Дагестанская база Академии наук СССР была преобразована в Дагестанский филиал АН СССР. Детей не имела.
Жила в театральном доме на Каретном ряду. Её соседями были Владимир Высоцкий, Ролан Быков и другие известные артисты. Она учила танцевать своего соседа Александра Калягина, Константина Райкина и других.
Умерла в 1992 году. Похоронена на мусульманском кладбище в Домодедово.
Имя Аллы Джалиловой вошло в число пятнадцати дагестанских имен XX века, внесших наиболее весомый вклад в развитие республики, его узнаваемость на протяжении последнего 100-летия. Её именем названа музыкальная школа в с. Ахты и махачкалинская детская Школа искусств № 8. Она является первой и единственной дагестанкой на сцене Большого театра за всю его 3-хвековую историю существования.
Ей посвящены целые страницы юбилейном издании «Большой театр Союза ССР» и «Балетной энциклопедии».

## Большой театр
Благодаря таланту, настойчивости и упорному труду Аллы Джалиловой её зачислили в труппу Большого театра. Очень скоро из артистки кордебалета она стала солисткой театра. В 1927 году она впервые выступила в роли артистки балета в опере Рубинштейна «Демон», исполнив лезгинку — танец царицы Тамары. По словам её брата Баки, скорее всего, именно этот танец пленил её будущего мужа, который, увидев её однажды на сцене, стал регулярно посещать все её спектакли. После «Лезгинки» в «Демоне» ей поручили индийский танец в опере Делиба «Лакме» и испанский танец в опере Бизе «Кармен». Выступала в балетах Асафьева «Бахчисарайский фонтан», Минкуса «Дон Кихот», А. Бородина «Князь Игорь», С. Прокофьева «Золушка» и десятков других балетов русских и зарубежных классиков.
До 1951 года работала в качестве балерины Большого театра. Самыми любимыми её ролями были «Лезгинка» в «Демоне», Чайка в «Лебедином озере» Чайковского и танец Мерседес в «Дон Кихоте» Минкуса.
В годы Великой Отечественной войны труппа Большого театра была эвакуирована в Куйбышев (ныне Самара). Алла Джалилова вместе с другими артистами Большого театра дала сотни концертов в воюющих частях, на фронте и в тылу. Выступала перед ранеными в палатах госпиталей. В послевоенные годы Алла Джалилова участвовала в шефских концертах для тружеников сельского хозяйства.
С труппами Большого театра Алла Джалилова побывала во Владивостоке, Баку, Казани, Ереване, Ташкенте и других городах Советского Союза. В 1951 году была приглашена в Махачкалу на празднование 30-летия установления Советской власти в Дагестане.

## Преподавательская деятельность
Алла Джалилова была не только талантливой балериной, но и прекрасным педагогом. Она подготовила не одну сотню артистов балета. С 1933 года она преподавала в балетной школе ГАБТа. В 1958 году переходит в хореографическое училище им. Щукина и до 1974 года учит танцам студентов-актеров.
Среди её учеников была группу артистов балета казахов, ставших гордостью Алма-Атинского театра оперы и балета. При её непосредственном участии было подготовлено несколько групп артистов для Дагестана и других республик Северного Кавказа. Как опытного, чуткого и умелого специалиста и преподавателя её знали и в московском театре им. К. Станиславского и В.Немировича Данченко, в техникуме им. Глазунова и государственном ансамбле народного танца Игоря Моисеева.
Алла Джалилова мечтала организовать в Дагестане балетную школу, а в перспективе создать Дагестанский театр оперы и балета.

## Награды и премии
- Заслуженная артистка Дагестанской АССР (1951)[8];
- Орден «Знак Почёта» (1951)[9][3].

## Память
9 апреля 2015 года в Московском доме национальностей состоялся вечер памяти, посвященный известной балерине Большого театра Алле Джалиловой и первой киноактрисе Дагестана, звезде немого кино Сафият Аскаровой. Мероприятие прошло в рамках проекта "Знаменитые женщины Дагестана".